# دهستان کامفیروز شمالی
دهستان کامفیروز شمالی نام دهستانی لر نشین در بخش کامفیروز شمالی شهرستان مرودشت، استان فارس در ایران است. براساس سرشماری مرکز آمار ایران در سال ۱۳۸۵، جمعیت آن ۱۲۶۶۸ نفر (۲۹۴۵ خانوار) بوده‌است.